# Mana Khemia 2: Fall of Alchemy
Mana Khemia 2: Fall of Alchemy マナケミア2 〜おちた学園と錬金術士たち〜 (Mana Khemia 2 ~Ochita Gakuen to Renkinjutsushi Tachi~) est un jeu vidéo développé et édité par le studio japonais Gust Corporation. Il s’agit d’un jeu de rôle publié en 2008 au Japon et en 2009 en Amérique du Nord pour PlayStation 2.

## Accueil
- IGN : 8/10[1]